# Charles Foweraker
Charles Foweraker, né le 11 mars 1877 à Ruthin dans le Denbighshire, Pays de Galles, et mort en juillet 1950 à Bolton, est un entraîneur de football britannique, travaillant à Bolton Wanderers de 1919 à 1944, étant l'entraîneur qui est resté le plus longtemps aux commandes des joueurs de Bolton. Il est aussi le plus titré du club avec trois Coupes d'Angleterre sous son ère.

## Biographie
Charles Foweraker commence sa carrière dans le football en 1895 et occupe plusieurs postes au club en 49 années, étant d'abord aux portails du stade pour ouvrir les grilles et vérifier la sécurité lorsque Burnden Park ouvre. À cette époque, il est aussi employé par l'entreprise de chemins de fer Lancashire et Yorkshire Railway Company. Il devient ensuite assistant de Tom Mather, et quand Mather est appelé par la Royal Navy en 1915, Foweraker prend la place d'entraîneur du club en 1919. Il reste secrétaire en même temps et a un salaire annuel de 400 £ annuel.
Avec le club, il obtient de grands succès nationaux pour le club, remportant la Coupe d'Angleterre en 1923, 1926 et 1929. Il a aussi découvert Nat Lofthouse, joueur considéré régulièrement comme le meilleur joueur formé au club.
Pendant la Deuxième Guerre mondiale, Foweraker travaille pour le club volontairement, mais des problèmes de santé l'oblige à sa retirer en 1944. Il meurt à Bolton en juillet 1950.